# 新高築港専用鉄道

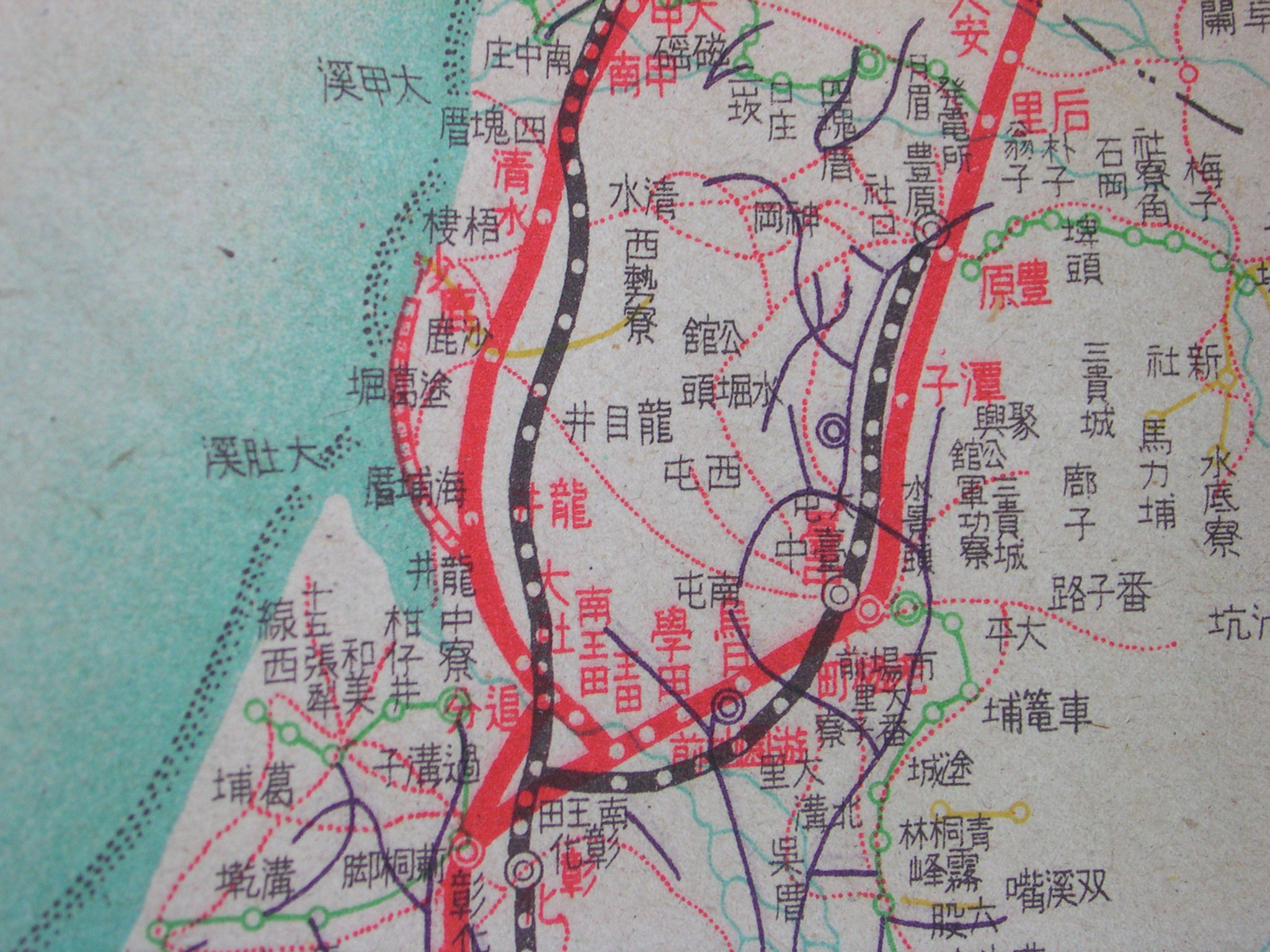
路線図（昭和16年の鉄道年報より）

新高築港専用鉄道（にいたかちっこうせんようてつどう）は、日本統治時代の台湾総督府交通局鉄道部海岸線中部操車場（現・龍井操車場）から新高港（現・台中港）までを結ぶ計画であった貨物線（一部未成線）である。台湾總督府交通局の文書では新高臨港鉄道とあり、通称は新高臨港線である。

## 路線データ
- 管轄：台湾総督府交通局
- 路線距離（営業キロ）： 中部操車場～岸壁　12km；（中部操車場～貨物駅 8.45km）；工業港支線 7km
- 駅数：3（起終点駅を含む。）
- 軌間：1067mm
- 全線複線
- 電化方式：全線非電化

## 概要
元は梧棲港築港に伴う鉄道工事であり、1940年（昭和15年）11月に新高港と改称。
9割方の路盤が完成していたが、海岸線を渡る線路橋は戦時中ということもあり資材不足のため1944年（昭和19年）に工事を中断。完成している一部分を竣工として1944年(昭和19年)8月より主に軍事物資の輸送に使用したが、戦局の緊迫化により1945年度(昭和20年度)以降使用を停止した。戦後、結局建設は再開されないまま中止となった。まだ、信号場（仮称）から工業港支線がある。
現在、台中港の貨物輸送を目的とした貨物専用線は十大建設によって開通した、甲南駅（現・台中港駅）から分岐台中港線であり、当初は環状線となる計画もあった。

## 予定駅一覧
（大肚） - 中部操車場 - 信号場（仮称） - 貨物駅（仮称） - （岸壁）